# Gienrich Eiche
Gienrich Christoforowicz Eiche (ros. Ге́нрих Христофо́рович Э́йхе, łot. Indriķis Eihe; ur. 12 października 1893 w Rydze, zm. 25 lipca 1968 w Jurmale) – Łotysz, dowódca wojskowy Imperium Rosyjskiego i Rosji radzieckiej.

## Życiorys
Urodzony w łotewskiej rodzinie, był kuzynem radzieckiego działacza partyjnego i państwowego Roberta Eiche. W 1914 ukończył szkołę handlową w Rydze i został powołany do rosyjskiej armii, 1915 skończył szkołę podoficerską, na froncie I wojny światowej był dowódcą roty i sztabskapitanem.
Po rewolucji lutowej został wybrany członkiem komitetu pułkowego, podczas rewolucji październikowej był przewodniczącym Komitetu Wojskowo-Rewolucyjnego pułku piechoty, w listopadzie 1917 został członkiem rady deputatów żołnierskich i Komitetu Wojskowo-rewolucyjnego 10 Armii. Później wstąpił do Czerwonej Gwardii i na początku 1918 brał udział w walkach z Niemcami, po traktacie brzeskim dowodził pułkiem, 1918 brał udział w walkach z polskim korpusem Józefa Dowbora-Muśnickiego. Od 1918 dowodził 1. rewolucyjnym pułkiem piechoty, skierowanym latem 1918 w składzie 5 Armii na Front Wschodni, z którym jesienią 1918 wykonał marsz od Symbirska do Bugulmy, w ramach reorganizacji armii został dowódcą 3 Brygady 26 Dywizji Piechoty Frontu Wschodniego, 31 grudnia 1918 wraz z brygadą uczestniczył w zajmowaniu Ufy. Wiosną 1919 został dowódcą 26 Dywizji Piechoty Frontu Wschodniego, w czerwcu-lipcu 1919 brał udział w walkach pod Birskiem i Złatoustem, potem pod Czelabińskiem i w zajmowaniu Miassu (w ramach kontrofensywy Frontu Wschodniego). Za swój udział w walkach o Złatoust jego 26 dywizja otrzymała honorową nazwę Złatoustowskiej.
Od listopada 1919 do marca 1920 dowodził 5 Armią Frontu Wschodniego, pokonując wycofujące się siły adm. Kołczaka pod Nowosybirskiem, 8 stycznia podległe mu dywizje wkroczyły do Krasnojarska. Grupa pięciu dywizji czerwonej 5 Armii pod jego dowództwem prowadziła pościg za ocalałymi oddziałami 2 i 3 Armii białych, odchodzących na Irkuck w tzw. Wielkim Syberyjskim Marszu Lodowym.
Od marca 1920 do kwietnia 1921 był głównodowodzącym Armii Ludowo-Rewolucyjnej Republiki Dalekiego Wschodu. Od 1921 do 1922 dowodził wojskami rejonu mińskiego Frontu Zachodniego (walki przeciw oddziałom Bułaka-Bałachowicza), a w latach 1922–1923 był dowódcą Fergańskiej Grupy Wojsk Frontu Turkiestańskiego. Następnie został zdemobilizowany. Pracował na kierowniczych stanowiskach w Najwyższej Radzie Gospodarki Narodowej i potem w Ludowym Komisariacie Handlu Zagranicznego ZSRR. Był odznaczony Orderem Lenina i dwoma Orderami Czerwonego Sztandaru.
W kwietniu 1938 został aresztowany, spędził 16 lat w łagrach, więzieniach i na zesłaniu, 1954 zwolniony i zrehabilitowany.